# Thaddäus Rittner

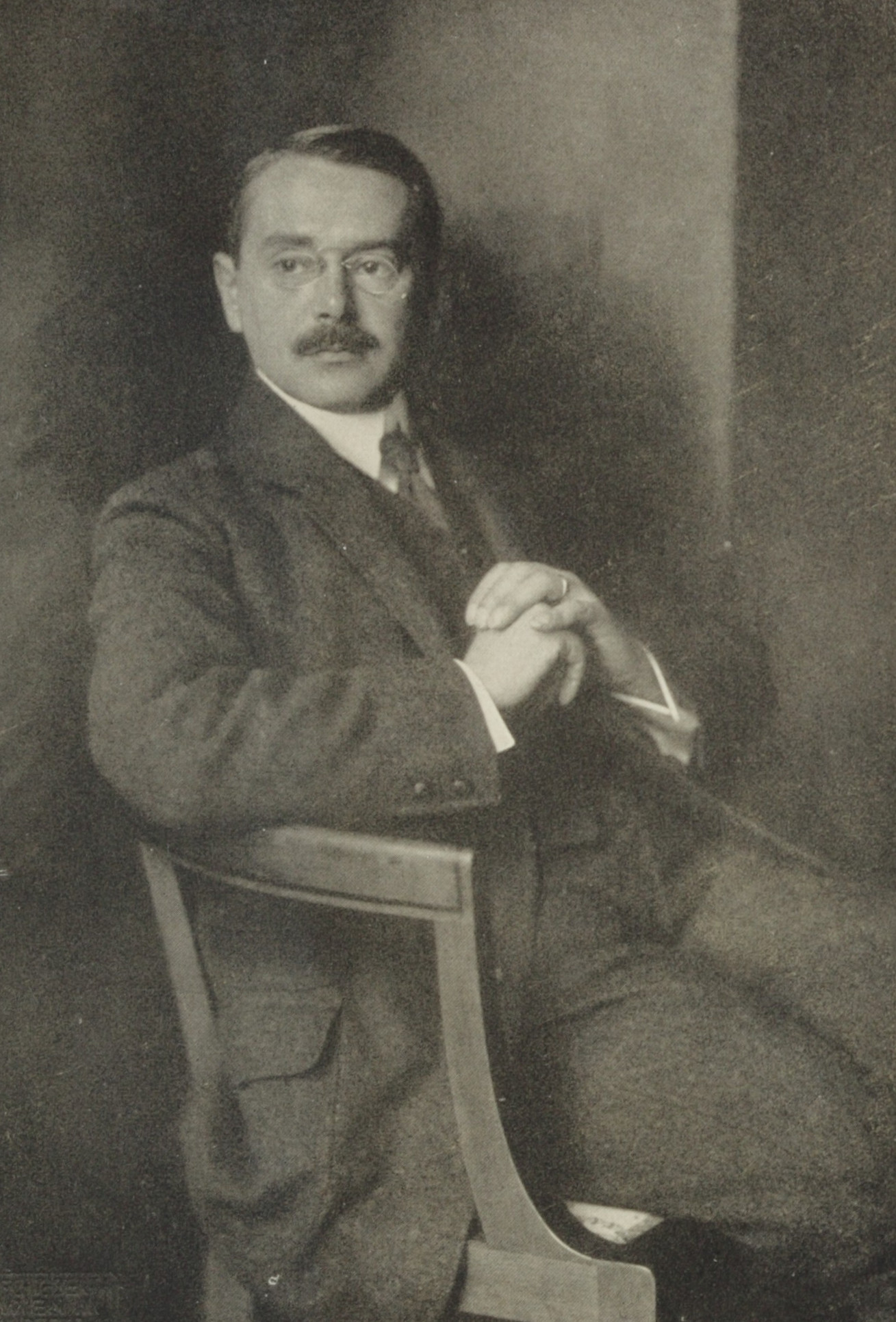
Thaddäus Rittner, fotografiert um 1913 von Hermann Schieberth

Thaddäus (Tadeusz) Rittner (Pseudonym Tomasz Czaszka; * 31. Mai 1873 in Lemberg; † 19. Juni 1921 in Bad Gastein) war ein polnisch-österreichischer Schriftsteller, Theaterleiter und Beamter. Er ist vor allem für seine Dramen bekannt.

## Leben
Rittner kam als Sohn des Juristen und Politikers Eduard Rittner in Lemberg zu Welt und übersiedelte 12-jährig nach Wien, wo er das Theresianum besuchte. Seine ersten literarischen Versuche unternahm er schon in der frühen Kindheit als Neunjähriger. Nach der Matura studierte er Rechtswissenschaften an der Universität Wien, wo er 1897 mit dem Dr. jur. abschloss. Noch im selben Jahr begann er seine Karriere als Konzepts-Praktikant der niederösterreichischen Statthalterei in Brno, im heutigen Tschechien. Von 1898 bis 1918 war er in verschiedenen Positionen im Ministerium für Kultus und Unterricht tätig. Ab 1916 war er für die Förderung des Volksschulunterrichts in Galizien sowie für die Abteilung zur Förderung der schönen Künste zuständig. In den Jahren 1912, 1917 und 1918 bewarb er sich als Direktor des Hofburgtheaters, an dem auch einige seiner Stücke Premiere feierten, war damit jedoch nicht erfolgreich. Von 1907 bis 1920 lebt Rittner laut Lehmann’s Wohnungsanzeiger in der Neulinggasse 26.
Neben Polen und Österreich bereiste Rittner von seiner Studienzeit an den Rest Europas, vor allem jedoch Frankreich und Italien. Er sprach Französisch. Während des Ersten Weltkriegs blieb er in Wien, rückte nicht in die Armee ein, und interessierte sich mehr für polnische, denn für österreichische Interessen.
In der Saison 1915/1916 leitete Rittner das polnische Theater in Wien. Er führte mit dem Ensemble sowohl eigene Stücke als auch Stücke anderer polnischer Autorinnen und Autoren auf.
Rittner frequentierte, neben anderen gesellschaftlichen Verpflichtungen, den Salon der Literatin und Journalistin Berta Zuckerkandl.
Er ließ sich 1918 pensionieren und nahm 1919 die polnische Staatsbürgerschaft an. Daraufhin war er nur noch als freier Schriftsteller tätig, obwohl er vergeblich versuchte, eine vergleichbare Beamtenstelle in Warschau zu erhalten.
Rittner war mit der Malerin Zofia Szwejkowska, einer Schülerin von Albin Egger-Lienz, verheiratet. Das Paar hatte keine Kinder.
Als sich sein Gesundheitszustand verschlechterte, musste er von einem kurzzeitigen Umzug nach Warschau Abstand nehmen und blieb wegen der Kurmöglichkeiten in Österreich, in Wien. Rittner verstarb 1921 in Bad Gastein, im selben Jahr wie seine Mutter Helene Tarnawska, nach schwerer fiebriger Krankheit. Er wurde nur 52 Jahre alt. Er wurde auf dem Friedhof von Badbruck in Bad Gastein beigesetzt. Als Erinnerungsfeier und Fundraiser für das Grabdenkmal in Wien diente eine Aufführung seines Stückes Die Tragödie des Eumenes am Burgtheater am 18. November desselben Jahres.

## Literarische Tätigkeit
Im Jahr 1894 veröffentlichte Rittner noch als Student seine erste Novelle, Lulu, in der Krakauer Zeitung Czas. In weiterer Folge war er vor allem als Autor von Theaterstücken aktiv, schrieb jedoch auch deutsche wie polnische Feuilletons. Zu Beginn seiner Tätigkeit schrieb Rittner seine Texte in polnischer Sprache und übertrug sie selbst ins Deutsche. Bald entstanden seine Texte jedoch zuerst auf Deutsch.  Eine einheitliche Einordnung seiner Arbeit zu einem spezifischen Stil ist schwierig, da sich seine Stücke und Werke teilweise stark unterscheiden.
Als Publizist polnischer Feuilletons verwendete Rittner teilweise das Pseudonym Tomasz Czaszka. Mit diesen Beiträgen in deutschen wie polnischen Zeitungen wurde die Literatur zu Beginn der Beamtenlaufbahn Rittners sein Nebenerwerb. Im Juni 1902 wurde in Lemberg die polnische Fassung von Die Nachbarin oder Die von nebenan uraufgeführt. Anfang 1903 erhielt er den mit 400 Rubel dotierten Sienkiewicz-Preis für das beste polnische Drama verliehen. Eingereicht hatte er ein Drama mit dem deutschen Titel Die Maschine, das am 16. März 1904 im polnischen Theater in Warschau uraufgeführt wurde. Ab Mitte des Jahres 1903 war er Mitarbeiter der Wiener Zeitung.
Am 14. November 1904 wurde mit dem Einakter Die von nebenan ein erstes deutsches Drama in Wien uraufgeführt. Gegeben wurde das Werk neben der Uraufführung zweier weiterer Einakter bei einer Vorstellung des „Intimen Theaters“ im Jantsch-Theater. In dem sehr knappen Stück wird die Geschichte zweier verarmter Studenten in Paris erzählt, die der Rückkehr ihrer Nachbarin lauschen. Zusätzlich wurden seine polnischen Dramen mit relativem Erfolg aufgenommen, wenngleich sie von der Kritik negativ rezensiert wurden. Vor seinen Erfolgen am Burgtheater arbeitete Rittner vor allem an Stücken für das Wiener Volkstheater. Hier wurde 1906 „Das kleine Heim“ zur Aufführung angenommen und am 23. Mai 1908 uraufgeführt. Nach der recht erfolgreichen Spielzeit wurde im Herbst 1908 auch sein nächstes Stück „Unterwegs“ am Volkstheater angenommen und am 10. Januar 1909 wurde im Wiener Johann Strauss-Theater der Einakter „Besuch in der Dämmerung“ unter der Regie von Josef Kainz uraufgeführt. Am 13. März des Jahres folgte die Uraufführung von Unterwegs. Am 10. Oktober 1912 feierte Das Stück Sommer im Burgtheater Premiere und läutete als erster Stück die Direktion von Hugo Thimig ein.
Obwohl er zu Lebzeiten zu den meist gespielten Dramatikern Österreichs zählte, sind seine Stücke in Österreich großteils in Vergessenheit geraten. Sein populärstes Stück war die Komödie Wölfe in der Nacht, in dem Rittner die Doppelmoral im Rechtssystem thematisiert. In Polen kam es während der 1960er Jahre jedoch zu einer vermehrten Aufführung und Veröffentlichung von Rittners Stücken.
Zwischen März 1910 und Juli 1912 erschienen fiktionale wie non-fiktionale Texte Rittners in der Zeitschrift Der Sturm. Hier erschien etwa die Novelle Vegetation sowie Essays und Rezensionen.
Der Romanform wandte er sich erst nach dem Ersten Weltkrieg zu. Hier fließen vor allem autobiographische Elemente ein.
Stilistische Einflüsse Rittners kamen einerseits von der Bewegung Młoda Polska, andererseits von seiner Bewunderung für Dramatiker wie Hamsun, Hauptmann, Ibsen, oder Schnitzler. Zudem wurde er durch seine persönlichen Kontakte zu den Autoren des Jungen Wien beeinflusst. Eine besondere Freundschaft verband Rittner mit Peter Altenberg. Jedoch war er den Ideen einiger Vertreter gegenüber kritisch eingestellt. Auch waren die literarischen Entwicklungen in Wien und Berlin Anlass einiger polnischer Feuilletons. Vor allem Hermann Bahr wurde von Rittner häufig erwähnt, wobei Bahrs Rolle als Sprachrohr der Wiener Moderne kritisch betrachtet wurde. Während Rittner sich gegenüber Arthur Schnitzler positiv äußerte und dessen Stil bewunderte, legt Schnitzlers Tagebuch nahe, dass er die Dramen Rittners nicht schätzte. Zu Karl Kraus meinte Rittner, er sei einer "der wenigen reinen Künstler unserer Zeit."
Während Rittner in Wien bereits in den 30er Jahren als "fast vergessen" zählte, ⁣ und kaum Eingang in den Kanon fand, wurde er in den polnischen Theatern in Warschau noch häufiger aufgeführt.
Seine Romane, die auf Deutsch zwischen 1918 und 1921 erschienen sind, wurden von seiner Frau Zofia ins Polnische übersetzt und posthum in Polen veröffentlicht.
Thaddäus Rittners literarische Tätigkeit sticht vor allem wegen seiner Zweisprachigkeit und seiner speziellen Position zwischen den beiden Sprachen heraus.
Zu den bekannten Werken kommen Roman- und Dramenfragmente, die nicht erhalten sind und teilweise vom Autor vernichtet worden sein dürften. Es sind 21 Theaterstücke erhalten, wobei es bei 6 Stücken zu keiner Aufführung während Rittners Lebzeiten kam. Sein Nachlass wird von der polnischen Akademie der Wissenschaften in Warschau verwaltet.

## Auszeichnungen und Ehrungen
- Orden der Eisernen Krone III. Klasse (1918)[7]
- Am 28. September 1960 benannte der Wiener Gemeinderat die Rittnergasse im 22. Gemeindebezirk nach Thaddäus Rittner.[32]
- Das Haus, indem er in Bad Gastein verstarb, trägt eine Tafel mit seinen Lebensdaten.[9]

## Werke

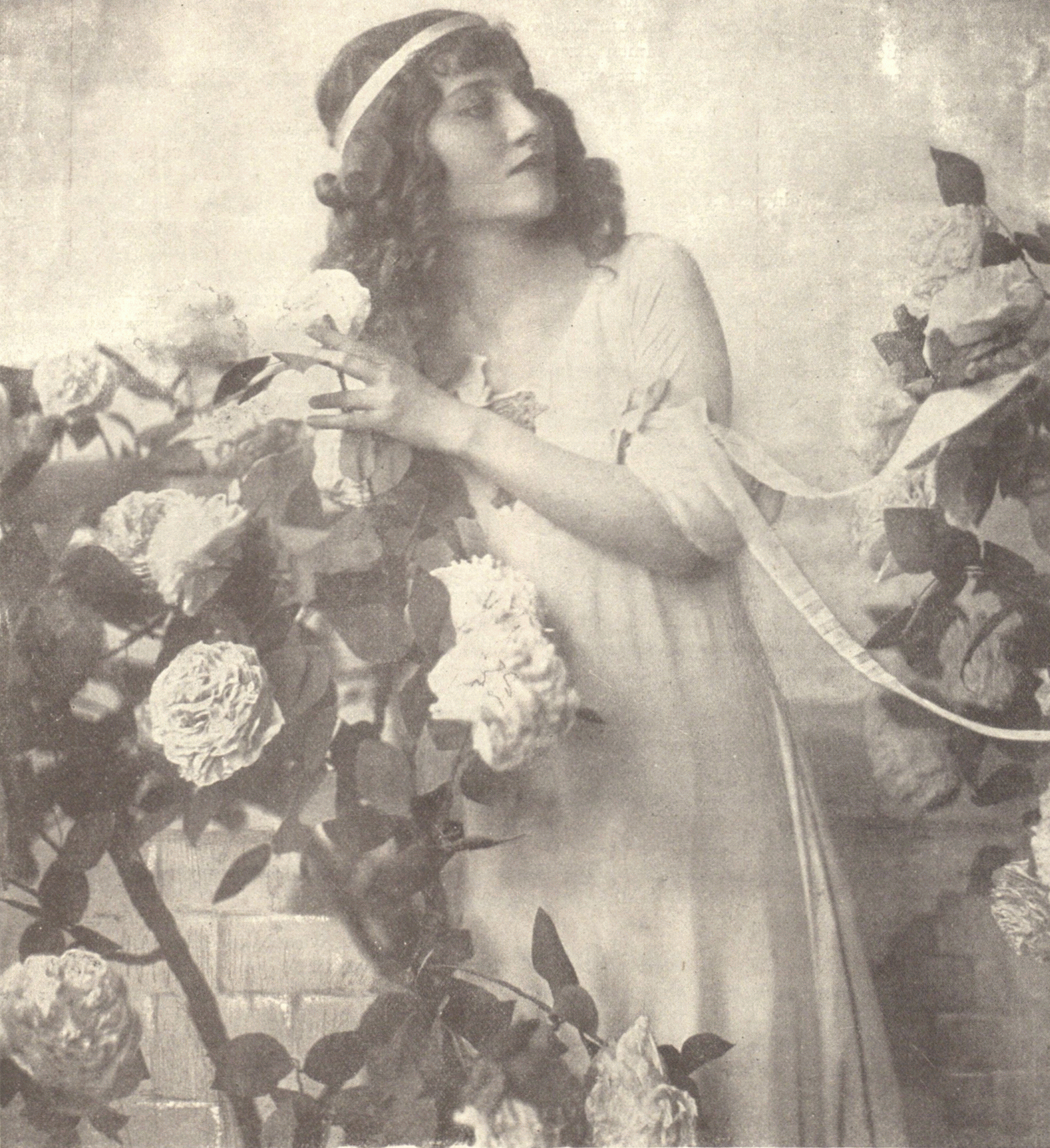
Maria Mayen in Thaddäus Rittners Komödie „Garten der Jugend“ 1918

### Bühnenwerke
- Die Nachbarin, Drama in 1 Akt. Rittners Erstlingsdrama. Uraufführung in Lemberg im Juni  1902.[13] Publiziert als Die von nebenan. Deutsch-Österreichischer Verlag. Wien 1913 OCLC 72058597.
- Die Maschine, Drama, Uraufführung am 16. März 1904 am polnischen Theater in Warschau, 1903, es wurde mit dem Henryk-Sienkiewicz-Preis als bestes polnisches Drama ausgezeichnet.[33][34]
- Das kleine Heim. Uraufführung am 23. Mai 1908 am Deutschen Volkstheater in Wien.[20] Drama in 3 Akten. Cotta´sche Buchhandlung. Stuttgart Berlin 1908.[Digitalisat 1]
- Besuch in der Dämmerung. Einakter. Uraufführung bei einer Novitätenmatinee des Journalisten- und Schriftstellervereins „Concordia“ im Johann-Strauß-Theater in Wien unter der Regie von Josef Kainz am 10. Januar 1909. Publiziert in „Vier Einakter“  beim Deutsch-Österreichischen Verlag. Wien 1920 OCLC 24255769
- Unterwegs. Ein Don Juan-Drama in 3 Akten. Uraufführung am 13. März 1909 am Deutschen Volkstheater[23][24],Egon Fleischel  & Co., Berlin, 1909 OCLC 857945796
- Der dumme Jakob. Komödie in 3 Akten. E. Fleischel. Berlin 1910 OCLC 173263453
- Sommer. Komödie. Deutsch-Österreichischer Verlag. Wien 1912 OCLC 830156181
- Der Mann im Souffleurkasten. Komödie in vier Akten. Deutsch-Österreichischer Verlag. Wien 1912 OCLC 923665895
- Kinder der Erde. Schauspiel in 3 Akten und 1 Zwischenspiel. Deutsch-Österreichischer Verlag. Wien 1914 OCLC 71722051
- Wölfe in der Nacht. Komödie in drei Akten. Deutsch-Österreichischer Verlag. Wien Leipzig 1914. Reprint 2018 ISBN 978-139144947-0.
- Garten der Jugend. Komödie. Deutsch-Österreichischer Verlag. Wien Leipzig 1917. Reprint 2018 ISBN 978-036557715-7.
- Die Tragödie des Eumenes. Komödie in 4 Akten. Deutsch-Österreichischer Verlag. Wien 1920 OCLC 882794829
- Alles muss seine Wege gehen. Einakter. Deutsch-Österreichischer Verlag. Wien 1921 OCLC 24255769
- Gusti. Einakter. Deutsch-Österreichischer Verlag. Wien 1921 OCLC 24255769
- Die Feinde der Reichen. Schauspiel in acht Bildern. Donauverlag. Leipzig Wien 1921. (Dramatisierung des Romans Die andere Welt) OCLC 14410873

### Romane
- Die Brücke. Roman. Ullstein. Berlin 1920 OCLC 7347925
- Geister in der Stadt. Rikola Verlag. Wien 1921 OCLC 252594080
- Das Zimmer des Wartens. Roman. Berglandverlag. Wien 1969; Reprint 2018, ISBN 978-036692185-0.
- Die andere Welt. Roman. Donau Verlag. Leipzig. Wien OCLC 823651763 ISBN 978-1396234453.

### Novellen
- Lulu, 1894
- Drei Frühlingstage. 1900.
- Ich kenne Sie. veröffentlicht in der „Sonntagszeit“ vom 29. November 1908
- Saison, 1907, veröffentlicht in Österreichische Rundschau[35]
- Dora. In: Lulu, Dora. Novellen. Gemma. Wien 1922 OCLC 810694919

## Digitalisate
1. ↑  Das kleine Heim als Digitalisat der University of Chicao Library